# Richard Stearman
Richard James Michael Stearman (né le 19 août 1987 à Wolverhampton) est un footballeur anglais. Il évolue actuellement au poste de défenseur au Solihull Moors.

## Carrière
Il jouait pour Leicester City entre 2004 et 2008 et Wolverhampton Wanderers entre 2008 et 2015.
Le 31 août 2016 il est prêté à Wolverhampton Wanderers.
Le 6 juillet 2017, il rejoint Sheffield United.
Le 10 janvier 2020, il rejoint Huddersfield Town.
Le 6 août 2021, il rejoint Derby County.

## Palmarès
- Wolverhampton Wanderers
  - Champion d'Angleterre de D2 en 2009
- Sheffield United
  - Vice-champion d'Angleterre de D2 en 2019.